# Френска Полинезия
Френска Полинезия (на френски: Polynésie française; на таитянски: Pōrīnetia Farāni) е отвъдморска територия на Франция със статут на департамент, има свои представители във френския сенат и парламент. Френска Полинезия се състои от 5 островни групи с обща площ 3936 km2:
- Тубуай (Австралски острови) – площ 174 km², население 6310 жители (2007 г.), 6 острова и 1 атол;
- Туамоту – площ 810 km², население 18 229 жители (2007 г.), 5 острова и 73 атола;
- Дружествени острови (Общество) – площ 1647 km², население 227 912 жители (2007 г.), 7 острова и 7 атола;
- Маркизки острови – площ 1274 km², население 8632 жители (2007 г.), 12 острова и множество малки островчета и скали;
- Гамбие (Мангарева) – площ 31 km², население 1337 жители (2007 г.), 4 по-големи и 25 малки островчета.[1]

Административен център – Папеете на остров Таити (26 хил. жители, агломерация 107 хил. жители)

## Държавно устройство
Автономна територия на Франция. Управлява се от Върховен комисар. Законодателен орган – Териториална асамблея от 41 депутати, избирани от населението за срок от 5 години. Изпълнителна власт – правителство, начело с председател. Френска Полинезия е представена в парламента на Франция от двама депутати и един сенатор.

## География

### Релеф
Релефът на остров Таити е планински с най-високи върхове Орохена (2241 m) и Аоран (2064 m). Островите от Маркизкия архипелаг също са планински с множество малки и плодородни междупланински долини. Освен големите планински острови с вулканичен произход в състава на Маркизкия архипелаг влизат и множество малки островчета и скали. Най-високата точка на архипелага се издига на остров Хива Оа (1250 m). Склоновете на планините стръмно се спускат към океана и не оставят място за малки крайбрежни равнини. Удобните за корабоплаването заливи са малки, като най-достъпният е заливът Танохае на остров Нуку Хива. Архипелагът Туамоту представлява най-голямото на земята струпване на едно място на коралови атоли. Височината на повечето от тях не превишава 6 m н.в.

### Климат
Климатът на Дружествените острови е тропичен, горещ и влажен, характеризиращ се с високи температури през цялата година и обилни валежи, особено през „зимния“ сезон. Максималната температура е 32°С, а минималната – 22°С. По наветрените склонове количеството на валежите е няколко пъти повече, в сравнение с подветрените. Често духат пасатни ветрове, които са особено интензивни през летния период. Климатът на Маркизките острови е също горещ и влажен, но съществуват големи годишни колебания в разпределението на валежите. През влажни години падат до 2540 mm валежи, а през сухите – до 500 – 1000 mm. Често се случват и засушавания, продължаващи няколко месеца.

### Води, почви
Високите вулканични острови вследствие на обилните валежи имат гъста речна мрежа, като реките се с голяма денивелация. Най-голямата река Папеноо е разположена на остров Таити, като се стича от височина 1500 m и образува каскада от водопади. На Маркизките острови също има много малки планински реки с водопади. На остров Нуку Хива протича река Тоипиваи, най-голямата в Полинезия, която в долното си течение няма долина и чрез висок водопад се влива в океана.
Почвите на Дружествените острови са предимно червеноземни и оподзолени латерити. Особено плодородни са почвите в алувиалните низини, разположени точно под планинските склонове, долините на малките реки и крайбрежните равнини. Същите са почвите и на Маркизките острови, а на архипелага Туамоту те са бедни, тънки и пясъчни.

### Растителност, животински свят
По вулканичните острови расте буйна тропическа растителност и тя е много по-богата от тази на кораловите острови, където преобладават асоциациите на кокосовата палма. По правило, горите растат предимно по наветрените склонове на планините, а по подветрените преобладава саваната. В района на високите планини на остров Таити се наблюдава вертикална зоналност. За целия архипелаг са характерни видовете на палеотропическата флористична област с висок процент на ендемитите (бобови, орхидееви, маренови, папрати, плауни, фикуси, казуарини, панданус, различни видове палми, банани, хлебно и сандалово дърво и др.).
Животинският свят на Френска Полинезия е много беден. Бозайниците са представени само от прилепи, мишки, кучета и свине. Видовете птици също са малко, като се срещат някои видове гълъби, папагали, дроздове и др. Крайбрежната морска фауна е много богата и разнообразна.

## Население
През 2017 г. населението възлиза на 275 918 жители. Гъстота – 67,7 д./km2. Естествен прираст – 22. Етнически състав – таитяни 55,8%, туамотуанци 7,8%, тубуайци 7,1%, маркизци 6,8%, мангареванци 0,7%, френско-полинезийски метиси 8,1%, французи 4,4%, китайци 8,9%, други 0,4%. Официални езици – френски и таитянски. Използват се и други полинезийски езици. Азбука – латиница. Неграмотни – 9%. Конфесионален състав – християни 92,2% (протестанти 64,7%, католици 35,3%), будисти 3,2%, конфуцианци 4,1%, други 0,5%. Разпределение на населението – Дружествени о-ви – 87,8%, Туамоту и Гамбие – 6,5%, Тубуай – 2,4%, Маркизки о-ви – 3,3%.
По-големи градове – Ваитапе (5 хил. ж.), Утуроа (4 хил. ж.), Паопао (4 хил. ж.), Хаапити (4 хил. ж.), Аверо (3 хил. ж.).

## Административно деление
Френска Полинезия се дели на 5 окръга – Таити и Зависими острови (Наветрени острови), Подветрени острови, Туамоту-Гамбие, Тубуай и Маркизки острови. Окръзите се делят на 48 комуни (общини). Някои от тях обединяват по няколко т.нар. асоциирани (съединени) комуни – общо 99.

## История
Островите са заселени с полинезийци през I в. сл. Хр. През 1521 г., по време на първото околосветско плаване Фернандо Магелан вижда два атола от архипелага Туамоту, а през 1595 г. испанският мореплавател Алваро Менданя де Нейра открива Маркизките острови. През XVIII и XIX в. Франция постепенно установява протекторат над островите. През 1897 г. всички острови са обединени в една колония – френски владения в Океания, а през 1958 г. стават задморска територия на Франция – Френска Полинезия.

## Стопанство
Основната стопанска дейност е обслужване на чуждестранни туристи, добив и износ на бисери. Открити са големи залежи на фосфати и кобалт. Основни селскостопански продукти – кокосова палма и тропически плодове. Силно развит риболов – около 6,5 хил. т. годишно. Промишлеността е представена от малки предприятия за преработване на селскостопанска продукция. 800 km пътища, от които половината са асфалтирани. Основно пристанище – Папеете. Международни летища – Папеете и Утуроа (на остров Раиатеа, разположен на 110 km северно от о-в Моореа). На атола Моруроа е изграден френски изпитателен ракетно-ядрен център. Общо обществено производство – 18 000 $. Съотношение селско стопанство-промишленост-обслужване – 5:18:77. Парична единица – Тихоокеански франк. Посещава се от 212 хил. туристи годишно.